# Vainospää
Vainospää är en kulle i Finland. Den ligger i Enare i landskapet Lappland, i den norra delen av landet, 1 100 km norr om huvudstaden Helsingfors. Toppen på Vainospää är 267 meter över havet, eller 89 meter över den omgivande terrängen. Bredden vid basen är 3,5 km.
Terrängen runt Vainospää är huvudsakligen platt.  Trakten runt Vainospää är nära nog obefolkad, med mindre än två invånare per kvadratkilometer.